# Финале УЕФА Лиге шампиона 2024.
Финале УЕФА Лиге шампиона 2024. је била фудбалска утакмица одиграна на стадиону Вембли у Лондону. Утакмицу су играли Борусија Дортмунд и Реал Мадрид. Реал Мадрид је победио резултатом 0:2. Ово је укупно 69. финале овог такмичења по реду, а 32. под овим називом и форматом.
Главни судија на утакмици је био Словенац Славко Винчић. Ово је Дортмунду било треће финале у клупској историји, док је Реал играо своје рекордно 18. финале. На путу до финала Борусија је савладала ПСВ, Атлетико Мадрид и ПСЖ, док је Реал победио Ред Бул Лајпциг, Манчестер сити и Бајерн Минхен.
У Србији ТВ пренос је уживо био на првом каналу РТС, где је после дуге паузе као коментатор најављен Аца Информација, и на кабловском каналу Арена премијум 1.

## Претходна финала учесника
| Клуб              | Претходни наступи у финалима (подебљане године означавају победника те године)                            |
| ----------------- | --- |
| Борусија Дортмунд | 2 (1997, 2013)                                                                                            |
| Реал Мадрид       | 17 (1956, 1957, 1958, 1959, 1960, 1962, 1964, 1966, 1981, 1998, 2000, 2002, 2014, 2016, 2017, 2018, 2022) |

Борусија Дортмунд је први пут играла финале овог такмичења 1997. на Олимпијском стадиону у Минхену, када су помало неочекивано победили Јувентус резултатом 3:1. Своје друго финале овог такмичења су играли 2013. такође на Вемблију као и ово, и том приликом су изгубили од Бајерн Минхена са 2:1, голом Робена у 89. минуту.
Реал Мадрид игра своје рекордно 18. финале, од којих су освојили 14. Ово финале им је друго у последње три године. Њихов тренер Карло Анћелоти учествује у свом шестом финалу као тренер, а са Реалом је претходно освојио финале 2014. и 2022.
Реал Мадрид и Борусија Дортмунд до сада нису играли финале једно против другог. Њихове последње утакмице у овом такмичењу су одигране у групној фази у сезони 2017/18, приликом којих је Реал победио у обе са 3:1 и 3:2.

## Стадион
На новом Вемблију су се претходно играла финала Лиге шампиона 2011. и 2013. Дортмунд је 2013. изгубио од Бајерна из Минхена са 2:1. Вембли има капацитет од 86 до 87 хиљада места.
Претходна финала Лиге шампиона играна на Вемблију:
- Финале 1963: Милан 2-1 Бенфика
- Финале 1968: Манчестер јунајтед 4-1 Бенфика (после продужетака)
- Финале 1971: Ајакс 2-0 Панатинаикос
- Финале 1978: Ливерпул 1-0 Клуб Бриж
- Финале 1992: Барселона 1-0 Сампдорија (после продужетака)

Након рушења старог, и изградње новог Вемблија на истом месту 2007, одиграна су следећа финала:
- Финале 2011: Барселона 3-1 Манчестер јунајтед
- Финале 2013: Бајерн Минхен 2-1 Борусија Дортмунд

## Судије
УЕФА је 13. маја 2024. званично објавила судијске тимове за финала такмичења која организује. Главни судија овог финала ће бити Словенац Славко Винчић, коме је ово прво финале Лиге шампиона. Претходно европско финале му је било финале УЕФА Лиге Европе 2022. Судијски тим ће поред њега чинити:
- Линијске судије: Томаж Кланчник и Андраж Ковачић, обојица из Словеније.
- ВАР: главни Нејц Кајтазовић, помоћни Раде Обреновић (обојица из Словеније).
- Четврти судија: Франсоа Летисије (Француска).

И у финалу Лиге Европе 2022. су судије на терену у истим улогама били Винчић, Кланчник и Ковачић.

## Утакмица
Фудбалер Реала Орелијан Чуамени није играо финале због повреде. Такође, услед јаког грипа ни Андреј Луњин није играо ни путовао са екипом како би се избегао ризик ширења заразе.

### Детаљи
| Борусија Дортмунд | 0−2      | Реал Мадрид                         |
| ----------------- | -------- | ----------------------------------- |
|                   | Извештај | Карвахал 74’ · Винисијус Жуниор 83’ |

| Борусија Дортмунд | Реал Мадрид |

| GK          | 1  | Грегор Кобел       |
| RB          | 26 | Јулујан Рајерсон   |
| CB          | 15 | Матс Хумелс (к)    |
| CB          | 4  | Нико Шлотербек     |
| LB          | 22 | Јан Матсен         |
| DM          | 23 | Емре Џан           |
| DM          | 20 | Марсел Сабицер     |
| RM          | 10 | Џејдон Санчо       |
| AM          | 19 | Јулијан Брант      |
| LM          | 27 | Карим Адејеми      |
| CF          | 14 | Никлас Филкруг     |
| Измене:     |    |                    |
| GK          | 33 | Александер Мејер   |
| GK          | 35 | Марцел Лотка       |
| DF          | 17 | Маријус Волф       |
| DF          | 25 | Никлас Зиле        |
| MF          | 6  | Салих Езџан        |
| MF          | 8  | Феликс Нмеча       |
| MF          | 11 | Марко Ројс         |
| MF          | 38 | Кјел Ветјен        |
| MF          | 43 | Џејми Бајно-Гитенс |
| FW          | 9  | Себастијан Алер    |
| FW          | 18 | Јусуфа Мукоко      |
| FW          | 21 | Донијел Мален      |
| Тренер:     |    |                    |
| Един Терзић |    |                    |

| GK             | 1  | Тибо Куртоа        |
| RB             | 2  | Дани Карвахал      |
| CB             | 22 | Антонио Ридигер    |
| CB             | 6  | Начо Фернандез (к) |
| LB             | 23 | Ферлан Менди       |
| RM             | 15 | Федерико Валверде  |
| CM             | 12 | Едуардо Камавинга  |
| LM             | 8  | Тони Крос          |
| AM             | 5  | Џуд Белингем       |
| CF             | 11 | Родриго            |
| CF             | 7  | Винисијус Жуниор   |
| Измене:        |    |                    |
| GK             | 13 | Андреј Луњин       |
| GK             | 25 | Кепа Аризабалага   |
| DF             | 3  | Едер Милитао       |
| DF             | 20 | Фран Гарсија       |
| MF             | 10 | Лука Модрић        |
| MF             | 17 | Лукас Васкез       |
| MF             | 19 | Дани Себаљос       |
| MF             | 24 | Арда Гулер         |
| FW             | 14 | Хоселу             |
| FW             | 21 | Брахим Дијаз       |
| Тренер:        |    |                    |
| Карло Анћелоти |    |                    |